# Segundo puente sobre el Lago de Maracaibo
El Segundo puente sobre el Lago de Maracaibo o Puente Nigale es un proyecto inconcluso para la construcción de un puente mixto carretero-ferroviario que uniría las ciudades Zulianas de Santa Cruz de Mara y Punta de Palmas ubicadas a ambos lados del Lago de Maracaibo, en el Municipio Miranda, que incluiría un puente de 10,8 km, con un tramo de 852 metros de túnel sublacustre, así como con una vía férrea de 10,8 km pero esta última con un túnel de 5,12 km. Se planea además construir tres islas artificiales para sostener la estructura donde se prevé edificar centros recreativos, turísticos y de entretenimiento. Sería el tercer puente colgante más grande de América Latina. 
La parte de la vía, que consiste en un túnel submarino, fue planeada así por razones de seguridad, con el objetivo de permitir la libre navegación de los buques en el lago, evitando el riesgo de accidentes que afecten la estructura elevada del puente.
Es parte del escándalo internacional por la investigación del Departamento de Justicia de los Estados Unidos, junto con otros 10 países más de Latinoamérica sobre la constructora brasileña Odebrecht.